# Poletna liga Rudi Hiti 2006
Poletna liga Rudi Hiti 2007 je bil štirinajsti turnir Poletna liga Rudi Hiti, ki je potekal med 24. in 27. avgustom 2006 v Ledeni dvorani na Bledu. V konkurenci klubov VSV EC, ZM Olimpija, Acroni Jesenice, Banque Royale Slavija, HK MK Bled in Grenoble so zmagale Acroni Jesenice.

## Tekme
Prvouvrščena kluba svojih skupin sta se uvrstila v finale, drugouvrščena v tekmo za tretje mesto.

### Skupina A

#### Prvi krog
| 24. avgust 2006 | Banque Royale Slavija | 4:2 | HK MK Bled | Ledena dvorana, Bled |

| Poročilo tekme | Poročilo tekme                                     | Poročilo tekme  | Poročilo tekme      | Poročilo tekme |
| -------------- | -------------------------------------------------- | --------------- | ------------------- | -------------- |
|                | Avgustinčič 01 Avgustinčič 15 Emeršič 27 Stopar 53 | (2:0, 1:0, 1:2) | 45 Jeglič 52 Jeglič | Gledalci: 250  |

#### Drugi krog
| 25. avgust 2006 | Banque Royale Slavija | 3:1 | Grenoble | Ledena dvorana, Bled |

| Poročilo tekme | Poročilo tekme               | Poročilo tekme  | Poročilo tekme   | Poročilo tekme |
| -------------- | ---------------------------- | --------------- | ---------------- | -------------- |
|                | Župan 23 Kumar 46 Peruzzi 59 | (0:0, 1:1, 2:0) | 38 Hecquefeuille | Gledalci: 100  |

#### Tretji krog
| 26. avgust 2006 | HK MK Bled | 0:11 | Grenoble | Ledena dvorana, Bled |

| Poročilo tekme | Poročilo tekme | Poročilo tekme  | Poročilo tekme                                                                                                   | Poročilo tekme |
| -------------- | -------------- | --------------- | --- | -------------- |
|                |                | (0:2, 0:4, 0:5) | 11 Tartari 17 Lindstrom 23 Masa 29 Jonsson 35 Tartari 39 Masa 48 Treille 52 Jonsson 53 Paquet 58 Treille 60 Masa | Gledalci: 200  |

#### Lestvica
| Poz | Klub                  | OT | Z | N | P | TOČ | PG | DG | GR  |
| --- | --------------------- | -- | - | - | - | --- | -- | -- | --- |
| 1.  | Banque Royale Slavija | 2  | 2 | 0 | 0 | 4   | 7  | 3  | +4  |
| 2.  | Grenoble              | 2  | 1 | 0 | 1 | 2   | 12 | 3  | +9  |
| 3.  | HK MK Bled            | 2  | 0 | 0 | 2 | 0   | 2  | 15 | -13 |

### Skupina B

#### Prvi krog
| 24. avgust 2006 | Acroni Jesenice | 1:1 | ZM Olimpija | Ledena dvorana, Bled |

| Poročilo tekme | Poročilo tekme | Poročilo tekme  | Poročilo tekme | Poročilo tekme |
| -------------- | -------------- | --------------- | -------------- | -------------- |
|                | Rodman 44      | (0:0, 0:1, 1:0) | 26 Vedlin      | Gledalci: 1000 |

#### Drugi krog
| 25. avgust 2006 | ZM Olimpija | 1:6 | VSV EC | Ledena dvorana, Bled |

| Poročilo tekme | Poročilo tekme | Poročilo tekme  | Poročilo tekme                                                   | Poročilo tekme |
| -------------- | -------------- | --------------- | ---------------------------------------------------------------- | -------------- |
|                | Tavželj 21     | (1:1, 1:3, 0:2) | 07 Bosquet 22 Brown 26 Raffl T. 37 Lanzinger 57 Pfeffer 59 Brown | Gledalci: 280  |

#### Tretji krog
| 26. avgust 2006 | VSV EC | 2:4 | Acroni Jesenice | Ledena dvorana, Bled |

| Poročilo tekme | Poročilo tekme       | Poročilo tekme  | Poročilo tekme                           | Poročilo tekme |
| -------------- | -------------------- | --------------- | ---------------------------------------- | -------------- |
|                | Scoville 19 Elick 40 | (1:1, 1:1, 0:2) | 11 Pretnar 38 Dervarič 49 Rožič 57 Robar | Gledalci: 850  |

#### Lestvica
| Poz | Klub            | OT | Z | N | P | TOČ | PG | DG | GR |
| --- | --------------- | -- | - | - | - | --- | -- | -- | -- |
| 1.  | Acroni Jesenice | 2  | 1 | 1 | 0 | 3   | 5  | 3  | +2 |
| 2.  | VSV EC          | 2  | 1 | 0 | 1 | 2   | 8  | 5  | +3 |
| 3.  | ZM Olimpija     | 2  | 0 | 1 | 1 | 1   | 2  | 7  | -5 |

### Končnica

#### Za tretje mesto
| 27. avgust 2006 | VSV EC | 4:1 | Grenoble | Ledena dvorana, Bled |

| Poročilo tekme | Poročilo tekme                           | Poročilo tekme  | Poročilo tekme | Poročilo tekme |
| -------------- | ---------------------------------------- | --------------- | -------------- | -------------- |
| Začetek: 15:00 | Kaspitz 13 Bosquet 23 Toff 35 Pfeffer 60 | (1:1, 2:0, 1:0) | 11 Masa        |                |

#### Finale
| 27. avgust 2006 | Acroni Jesenice | 5:3 | Banque Royal Slavija | Ledena dvorana, Bled |

| Poročilo tekme | Poročilo tekme                                          | Poročilo tekme  | Poročilo tekme                  | Poročilo tekme |
| -------------- | ------------------------------------------------------- | --------------- | ------------------------------- | -------------- |
| Začetek: 18:00 | D. Rodman 41 Rožič 42 Goličič 44 Sotlar 49 M. Rodman 60 | (0:1, 0:1, 5:1) | 19 Kontrec 26 Burnik 57 Lajevec |                |